# Wolf Blechschmidt

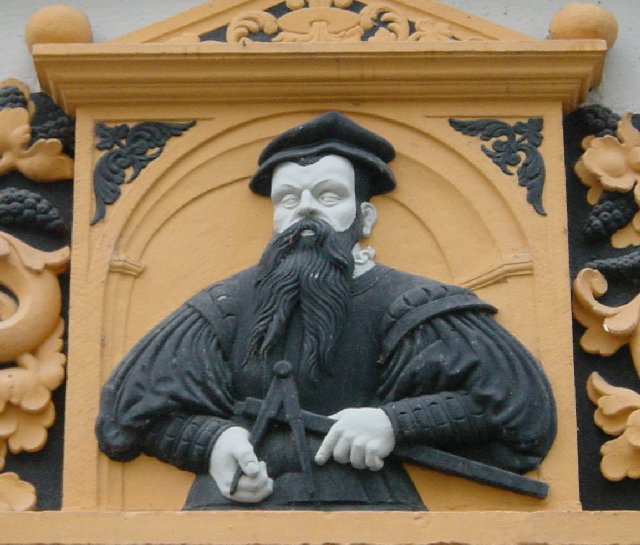
Bildnis des Wolf Blechschmidt auf dem Relief über dem Portal des Blechschmidthauses in Pirna

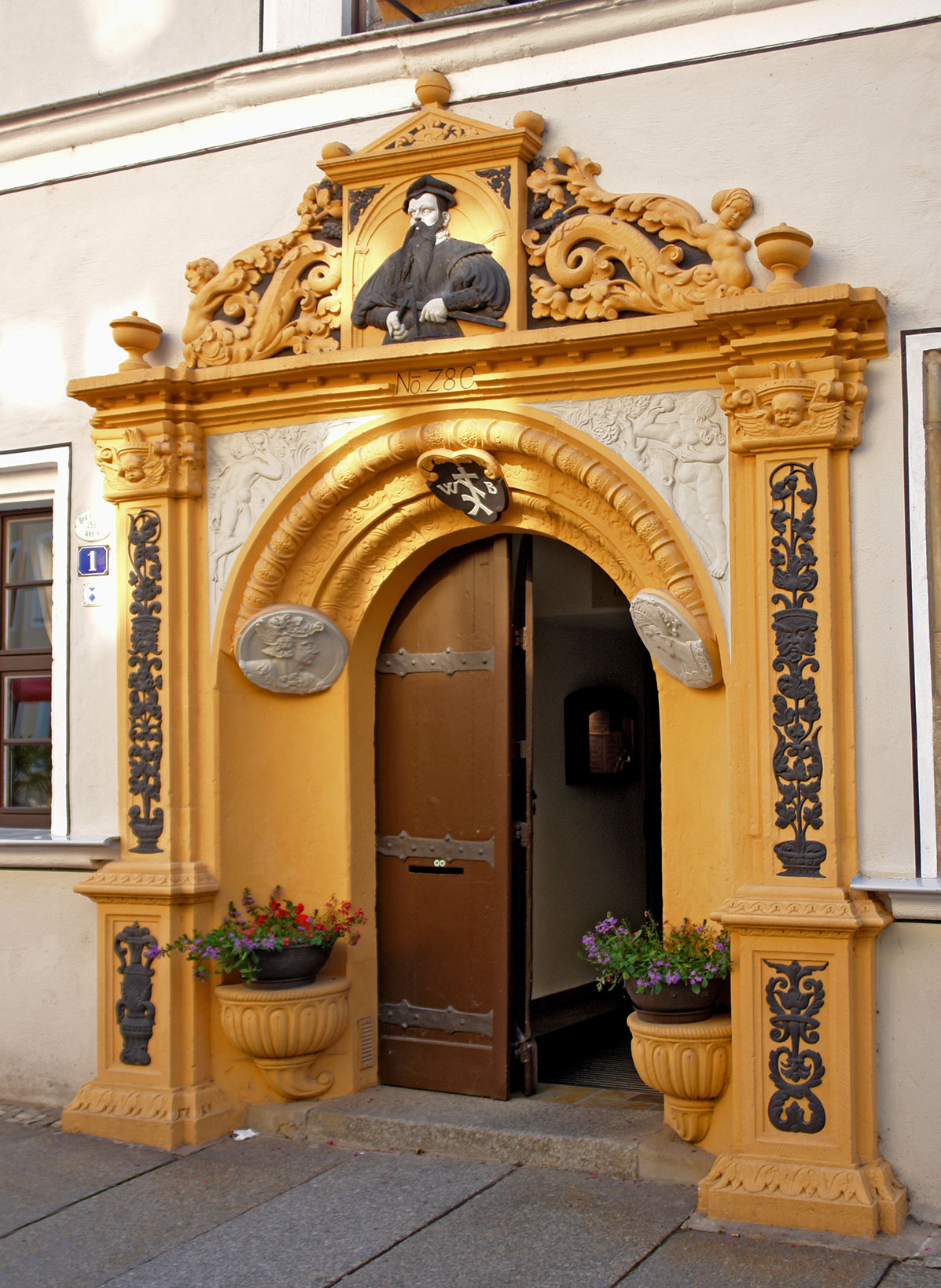
Portal des Blechschmidthauses in Pirna

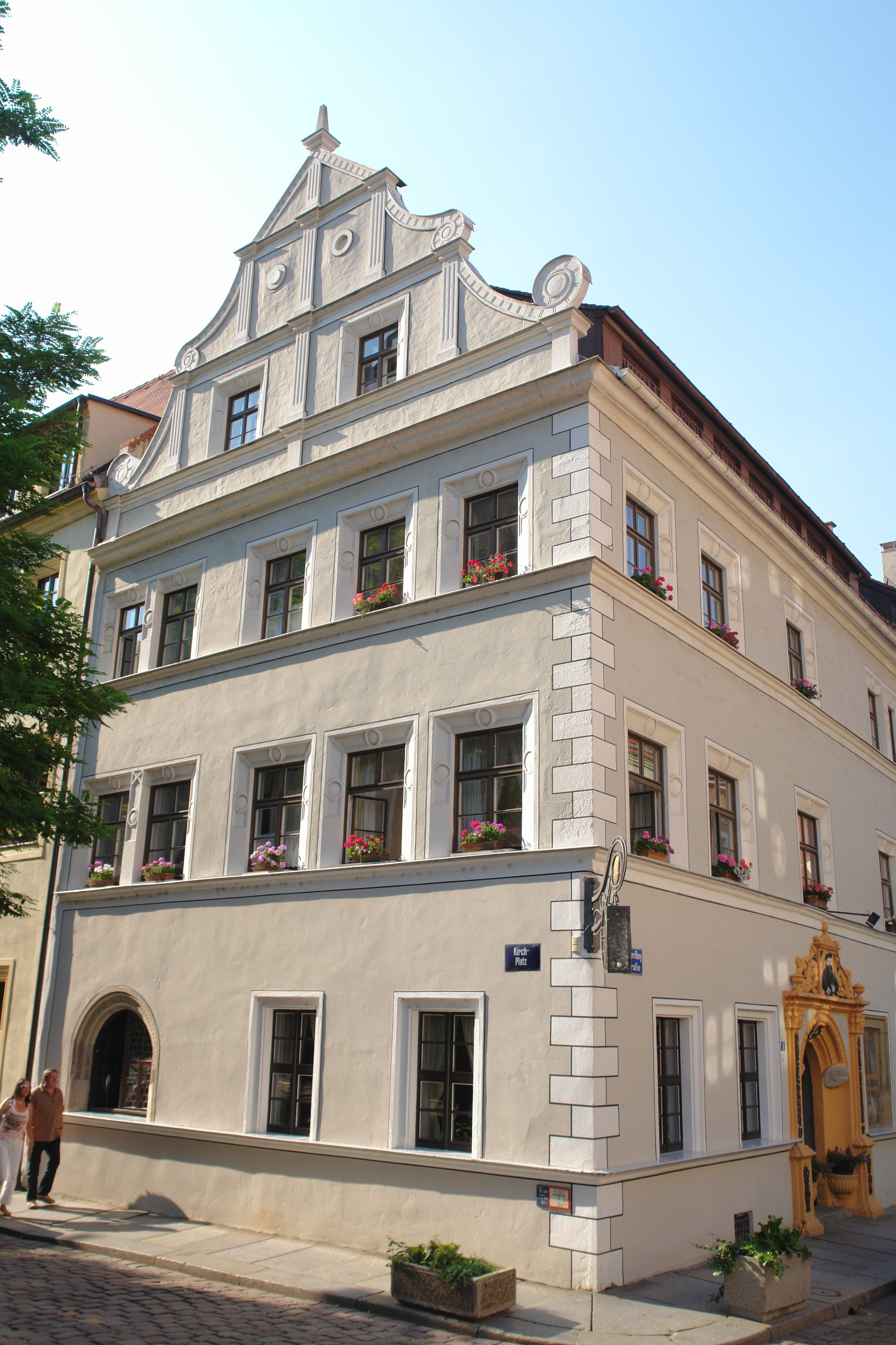
Blechschmidthaus in Pirna

Wolf Blechschmidt war ein bedeutender Baumeister des 16. Jahrhunderts in Pirna in Sachsen (Sächsische Schweiz). 
Er wurde vermutlich um 1510 geboren, lebte etwa von 1541 bis 1560 in Pirna und ist 1560 in Annaberg gestorben.

## Blechschmidthaus
Er wohnte von 1544 bis 1563 im sogenannten Blechschmidthaus (Niedere Burgstraße 1) in Pirna, das er 1544 unter Einbeziehung älterer Bauteile aus dem 13. Jahrhundert umgebaut hat.  
Das Haus verfügt über einen Volutengiebel auf der Seite zum Kirchplatz, einen Wendelstein im Hof, eine Renaissance-Balkendecke in der 1. Etage, ein reich verziertes Sitznischenportal aus der Spätrenaissance mit dem Bildnis Blechschmidts als Flachrelief über dem Eingang in der Niederen Burgstraße und mit einem Steinmetzzeichen des Baumeisters. 1979 wurde das Blechschmidt-Relief durch eine Kopie ersetzt. Das Original befindet sich im Renaissancesaal des Hotels. 
Das Haus ist seit 1996 ein Vier-Sterne-Hotel (Romantik-Hotel „Deutsches Haus“).

## Tätigkeit als Baumeister
Blechschmidts Tätigkeit als Baumeister ist an verschiedenen Deckengewölben in der Kirche, im Rathaus und Pirnaer Bürgerhäusern nachgewiesen. Mehrere Bauwerke in Pirna hat er gebaut oder daran mitgewirkt, vor allem an den folgenden:
- Blechschmidt hat die 1502–1546 erbaute Marienkirche in Pirna vollendet,
- das Rathaus in Pirna hat er 1555–1556 im Renaissancestil umgebaut und
- das Haus „Am Markt 12“ vermutlich um 1548 errichtet.

Er erbaute außerdem ab 1558 die spätgotische Stadtkirche St. Marien in Marienberg, die erst nach seinem Tod vollendet und 1564 eingeweiht wurde. Sie ist die jüngste der drei erzgebirgischen Hallenkirchen. In den Turmhallen ist Blechschmidts spätgotisches Rippengewölbe noch erhalten. Eine Besonderheit sind darin die Renaissance-Gurtbögen.